# 土方久徴

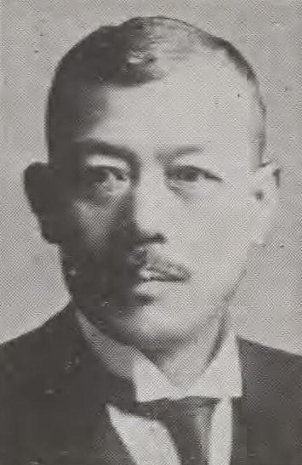
土方久徴

土方 久徴（ひじかた ひさあきら、明治3年9月14日（1870年10月8日） - 昭和17年（1942年）8月25日）は、第12代日本銀行総裁。

## 来歴・人物
元旗本・土方久己の次男として東京府に生まれる。14歳上の兄・土方雄志は元伊勢菰野藩主で子爵。麻布小学校に入学、12歳で父親を、14歳で母親を亡くす。東京府中学、第一高等中学校などを経て、1895年（明治28年）帝国大学法科大学法律学科英法専攻を首席卒業。同年7月、日本銀行入行。
1928年（昭和3年）6月12日から1935年（昭和10年）6月4日にかけて、日本銀行総裁の座にあった。日銀出身者では2番目の総裁就任者。総裁就任後は、井上準之助による金解禁から第2次若槻内閣下における経済のドル買いによる金利上昇基調から、犬養内閣での金輸出（再）禁止、1931年（昭和6年）の金貨兌換停止、低金利路線にあった。
その間、主に金本位制から管理通貨制度へ移行し、赤字国債引受、低金利政策によりインフレ政策一色へと進んだ。併せて国債の売りオペも実施したが、それはインフレ防止チェックのためであった。そして、国内生産力が遊休していたため、銀行も売りオペに応じることが可能であったのであり、物価上昇も顕著とはならなかった。
このように、需要もなく価格が下落し、素材産業や重工業各企業とも設備投資を避けたい時代にあったが、軍部・政府が、兵器などの拡大装備を発表することで、その需要拡大を見込んだ企業の自然な設備投資増しや新企画や発明などを待つのではなく、この土方の総裁時代にかけて、軍部官僚と革新官僚の統制による企業経営へのより直接的な介入が図られる動きが見られるようになった。外国為替管理法の成立、重要産業統制法を基本法とした石油業法（1934年）を皮切りに、様々な業法の成立を見、12の統制会が設立され、主に素材産業と重工業分野に補助金や金融手当て、輸入割当などが優先的に施され、生産力増強が目指された。これに対応して、官が経営責任を請け負う趣旨の国家総動員法（1938年）の確立をのちに見ることとなり、結城豊太郎日銀総裁時代に入ると本格的な統制経済の時代に入ることとなった。
1933年（昭和8年）、山口銀行、三十四銀行、鴻池銀行が三和銀行として合併設立された際には、その命名をし、その際、新任頭取を一任された形となり、総裁候補だった理事の中根貞彦を充てた。1942年（昭和17年）、東京市渋谷区千駄ヶ谷の自邸において没した。

## 家系
菰野藩の分家、近江国部田1000石の旗本土方久己（半三郎）の次男。菰野藩最後の藩主土方雄志は兄。妻・まつは三野村利左衛門の娘。次男の土方雄武（1905年生）は土方雄志の養子となって、本家である土方子爵家を継承している。長男の土方久雄（1902年生）は明治大学政治経済科卒業後、三菱銀行勤務。妻の壽子は伯爵甘露寺受長次女。

## 年譜
- 1906年 国債局長
- 1909年 営業局長
- 1911年 ロンドン兼ニューヨーク代理店監督役（1911年7月 - ）

日本銀行理事（1911年8月 - 1918年2月）兼代理店監督役（1911年8月 - 1912年1月）
- 1914年 日本郵船取締役（1914年11月 - 1926年11月）
- 1918年 日本興業銀行総裁（1918年2月 - 1923年2月）
- 1926年 副総裁（1926年7月 - 1928年6月）
- 1928年 日本銀行総裁（1928年6月 - 1935年6月）
- 1934年 貴族院議員（1934年7月3日[10] - 1942年8月25日[11]、同和会所属[1]）

## 栄典
- 1906年（明治39年）4月1日 - 勲五等双光旭日章[12]
- 1911年（明治44年）8月24日 - 金杯一組[13]
- 1920年（大正9年）11月1日 - 旭日小綬章[14]